# Wincenty Wodzinowski

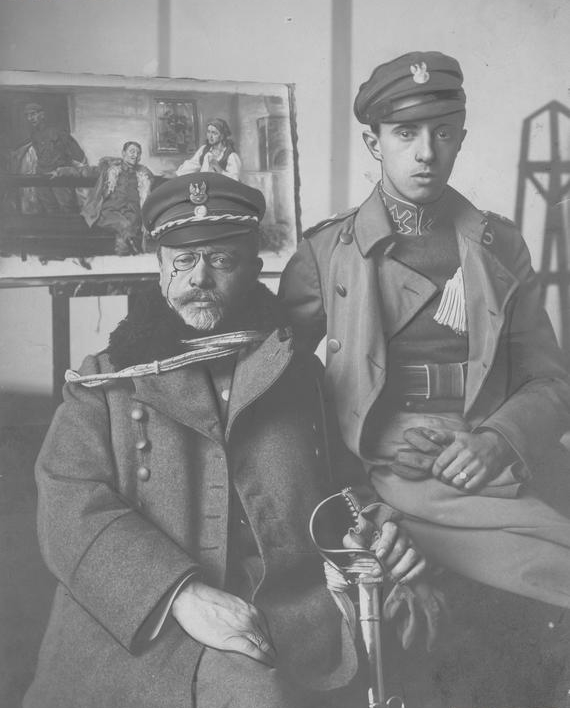
Wodzinowski và con trai trong bộ đồng phục Quân đoàn Ba Lan (1917)

Wincenty Wodzinowski (sinh năm 1866 tại Igołomia - mất năm 1940 tại Kraków) là một họa sĩ và giáo viên mỹ thuật người Ba Lan. Ông gắn liền với phong trào Ba Lan trẻ.

## Tiểu sử
Wincenty Wodzinowski học vẽ từ năm 1880 đến năm 1881 với họa sĩ Wojciech Gerson ở Warsaw. Trong giai đoạn 1881-1889, ông học tại Học viện Mỹ thuật Kraków, làm học trò của Władysław Łuszczkiewicz và Jan Matejko. Trong hai năm 1891-1892, Wincenty Wodzinowski theo học tại Học viện Mỹ thuật, Munich và trở thành học trò của Alexander von Wagner. Từ năm 1892 đến năm 1907, ông thực hiện phần lớn tác phẩm nghệ thuật theo hợp đồng với nhà sưu tập tranh giàu có Ignacy Korwin-Malewski (1846-1926).
Trong hai năm 1893 và 1894, Wincenty Wodzinowski tham gia dự án vẽ bức tranh Toàn cảnh Trận Racławice của Jan Styka.  Từ năm 1896 cho đến đầu Chiến tranh thế giới thứ nhất, ông dạy các lớp vẽ tranh nâng cao cho phụ nữ tại Bảo tàng Kỹ thuật và Công nghiệp ở Kraków.
Trong chiến tranh, Wincenty Wodzinowski gia nhập Quân đoàn Ba Lan và vẽ nhiều phác họa chân dung của các đồng đội, bao gồm Leon Berbecki, Kazimierz Sosnkowski và Włodzimierz Zagórski. Ông được trao tặng Huân chương Polonia Restituta vào năm 1938.
Wincenty Wodzinowski thử sức ở nhiều thể loại khác nhau. Ông là tác giả của nhiều tác phẩm hiện đang được triển lãm tại Bảo tàng Lịch sử Phong trào Nhân dân Ba Lan. Một con phố ở quận Azory của Kraków được đặt theo tên ông.

## Tham khảo

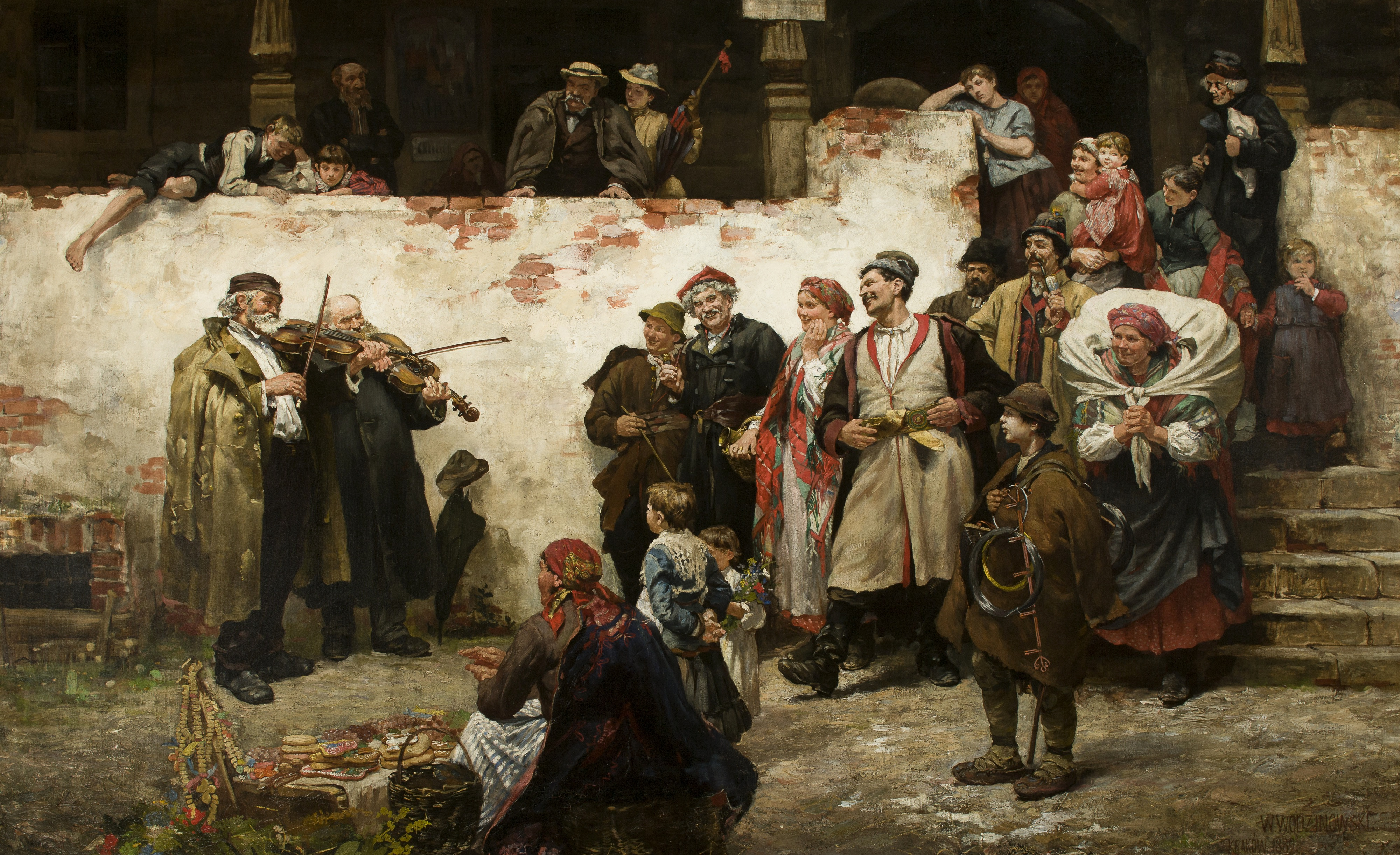
Nghe một khúc nhạc mộc mạc